# Keith Molesworth
Keith Frank Molesworth (Washington, 20 ottobre 1905 – Baltimora, 12 marzo 1966) è stato un giocatore di football americano statunitense che ha militato nel ruolo di quarterback nella National Football League (NFL).

## Carriera
Molesworth giocò come professionista per nove anni, gli ultimi sette sia a baseball che a football. Quattro delle sue stagioni nel baseball furono nelle Minor league baseball. Molesworth  giocò a football per la squadra professionistica indipendente degli Ironton Tanks, che contribuì a sconfiggere i Chicago Bears nel novembre 1930, impressionando George Halas. Dopo che gli Ironton Tanks si sciolsero nel 1931, fece un provino per i Bears  dove giocò per sette stagioni come quarterback in un backfield che includeva Red Grange e Bronko Nagurski. Nel 1932 e 1933 vinse il campionato NFL.

## Palmarès

### Franchigia
- Campionati NFL : 2

Chicago Bears: 1932, 1933

### Individuale
- Second-team All-Pro:

1932